# A lei do amor
 (срп. Закон љубави) бразилска је теленовела, продукцијске куће Реде Глобо, снимана 2016. и 2017.

## Синопсис
Прича прати живот Педра и Ело. Он је син богатог и амбициозног предузетника, најмоћнијег човека у области текстилне индустрије, Фауста Леитаа. Ело се, са друге стране, стара о својој мајци, чији су дани одбројани, али и оцу Жоржу, беспосленом алкохоличару. Када Жорже, у налету очаја, покуша да опљачка Фауста, он га смешта иза решетака. Недуго након хапшења, Жорже смртно страда у нередима у затвору. Ело не опрашта Фаусту што није повукао пријаву против њеног оца и мисли да због тога треба да се држи подаље од Педра, упркос томе што га воли свим срцем.
У међувремену, Фаустова супруга Магнолија чини све да свог пасторка удаљи од породичне куће. Она је бескрупулозна жена, мада је сви сматрају добродушним анђелком. Магнолија успева у својој намери — Педро одлази из Бразила, одлучан да му пучина постане други дом.
Двадесет година касније, враћа се у родни град, на захтев свог оца. Фаусто жели да му открије велику тајну. Ипак, повратак неће означити само сусрет са породицом, већ и са Ело, која је сада удата, има двоје деце и не зна ништа о околностима које су навеле Педра да две деценије раније оде из земље.
Иако је Фаусто током тог времена успео да увећа своје богатство, није нимало поносан на начин на који је то радио, јер је стекао много непријатеља. Заправо, градом су завладале банде које желе његову смрт. Када се врати у завичај, Педро ће морати да одржи своју породицу на окупу и сачува животе њених чланова, а када схвати да га Ело још воли, учиниће све да поново задобије њено поверење и љубав, не марећи за то што је она изградила свој живот без њега.

## Улоге
| Глумац:                          | Улога:                       |
| -------------------------------- | ---------------------------- |
| Клаудија Абреу Исабеле Друмонд   | Елоиза „Ело” Мартинс Безера  |
| Рејналдо Ђанекини Шај Суеде      | Педро Гведес Леитао          |
| Вера Олц Ана Каролина Жодој      | Магнолија „Маг” Коста Леитао |
| Тарсизио Мејра                   | Фаусто Леитао                |
| Алисе Вегман                     | Исабела / Марина             |
| Умберто Карао Артур Бароз        | Тијаго Леитао                |
| Исабела Сантони                  | Летисија Мартинс Безера      |
| Тијаго Ласерда Маурисио Дестри   | Сиро Нороња Леитао           |
| Камила Моржадо Софија Абрао      | Виторија Коста Леитао        |
| Рикардо Тоци Уго Бонемер         | Августо Таварес              |
| Режина Брага                     | Силвија Нороња               |
| Граци Мазафера                   | Лусијане Кардозо Леитао      |
| Данило Грангеја Жоао Витор Силва | Еркулес Коста Леитао         |
| Клаудија Раја                    | Салете                       |
| Елоиза Перисе                    | Милејде Шавез                |
| Пјере Баители                    | Антонио Ферари               |
| Жоао Кампос Тео Фернандез        | Елио Батажлија               |
| Титина Медеирос                  | Рут Ракел Шавез              |
| Бијанка Милер                    | Ана Луиза „Аналу” Леитао     |
| Марсела Рика                     | Жесика Мелони                |
| Марија Флор                      | Флавија                      |
| Емануеле Араужо Бруна Молеиро    | Жара Гарсија                 |
| Тука Андрада Акауа Сол           | Мисаел де Оливеира           |
| Аријане Ботељо                   | Алине / Наташа               |
| Пауло Леса                       | Маркос дос Сантос            |
| Елоиза Жорже                     | Лаура Кореиа                 |
| Данијел Роша                     | Густаво Рибеиро              |
| Отавио Аугусто                   | Сенатор Сезар Вентурини      |
| Матеус Фагундес                  | Едуардо                      |
| Бела Пиеро                       | Шанаиа                       |
| Марсело Варзеа                   | Делгадо Селсо                |
| Ерико Брас                       | Жадер                        |
| Армандо Бабаиоф                  | Бруно Песоа                  |
| Мила Мореира                     | Жоконда Морето               |
| Ана Роса                         | Зулејка Песоа                |
| Тато Жабус Мендез                | Олаво Масијел                |
| Рафаел Ганем                     | Жедзон Шавез                 |
| Габријел Шадан                   | Робинзон Шавез               |
| Арлиндо Лопез                    | Санзао                       |
| Присила Камарго                  | Сулеј                        |
| Уго Резенде                      | Жаилзон                      |
| Жил Коељо                        | Васлеј                       |
| Андре Луиз Фрамбаш               | Мисаел де Оливеира (млађи)   |
| Биа Монтез                       | Лејла де Оливеира            |
| Жорже Лукас                      | Рамиро „Миро”                |
| Маурисио Машадо                  | Арлиндо Насиб                |
| Кармен Франзел                   | Санта де Жесус               |
| Густаво Мериги                   | Роднеј                       |
| Каролина Лопез                   | Кејла                        |
| Рафаел Лозано                    | Давид                        |
| Аманда Мираси                    | Ванеса                       |
| Марко Маркондес                  | Валдир                       |
| Маржори Бернардез                | Ритиња                       |
| Марија Клара Моурао              | Стела                        |
| Жозе Мајер Тјаго Мартинс         | Себастијао „Тијао” Безера    |
| Режијане Алвес                   | Бет Таварес                  |
| Бруна Хаму                       | Камила Леитао                |
| Режина Дуарте Габријела Дуарте   | Сузана Ривера                |
| Данило Фереира                   | Жозе Карлос                  |
| Моника Торез                     | Лиа Масијел                  |
| Ериберто Леао                    | Леонардо                     |
| Тони Рамос                       | Сенадор                      |
| Марсијус Мелем                   | Абсалам                      |
| Рафаел Примот                    | Пашоал Ферето                |
| Силбет Соријано                  | Пупа Вентурини               |
| Пауло Карваљо                    | Конрадо                      |
| Ана Рита Серквеира               | Софија                       |
| Сузана Рибеиро                   | Сидалија                     |
| Фернандо Нобре                   | Габи                         |
| Вера Жименез                     | Беатриз                      |
| Едвин Луси                       | Марко Гвера                  |
| Илеа Фераз                       | дона Кенја                   |
| Симоне Мацер                     | Селија                       |
| Патрисија Селонк                 | Марли                        |
| Алине Гвиоли                     | Таисе                        |
| Лука Поужи                       | Фелипе                       |
| Лусијано Кирино                  | Армандо                      |
| Жозе Карани                      | Жиба                         |